# Habenaria spathulifera
Habenaria spathulifera är en orkidéart som beskrevs av Célestin Alfred Cogniaux. Habenaria spathulifera ingår i släktet Habenaria och familjen orkidéer. Inga underarter finns listade i Catalogue of Life.